# Шютц, Кристиан Георг (старший)
Кристиан Георг Шютц, прозванный Старшим (нем. Christian Georg Schütz, Schüz; 24 сентября 1718, Флёрсхайм-на-Майне — 3 декабря 1791, Франкфурт-на-Майне) — немецкий живописец и рисовальщик, мастер фресковой росписи фасадов зданий и картин пейзажного жанра.

## Биография
Кристан Георг был сыном Йоханнеса, винодела из Флёрсхайма-на-Майне, и Доротеи Брекхаммер. Учился учился живописи в течение четырёх лет с 1731 года во Франкфурте-на-Майне у Гуго Шлегеля, художника, специализировавшегося на росписи фасадов зданий. Он также работал по росписи фасадов зданий преимущественно в этом городе, а также, с 1750 года в Кобленце. Вероятно, он работал в резиденциях семей Гогенцоллерн-Хехинген и Нассау-Саарбрюккен и продолжил обучение у придворного художника Джузеппе Аппиани.
В 1744 году он женился во Франкфурте-на-Майне на Анне Марии, дочери скульптора Серватиуса Хохеккера. У них родилось двое сыновей (Франц и Иоганн Георг, оба художники). Овдовев, Кристиан Георг женился вторично в 1759 году на Марии Барбаре Йозефе Киттнер. От этого брака родилось пятеро детей, включая Генриха Йозефа, художника, и Филиппину, художницу. Живописец Кристиан Георг Шютц Второй, или Младший, также принадлежал к этой же семье.
В 1762 году Шютц отправился в Швейцарию со своими друзьями-художниками Эмануэлем Хандманном и Иоганном Людвигом Аберли. Это путешествие задокументировано и датировано картиной «Швейцарский пейзаж». В 1763 году он стал младшим руководителем (jüngerer Vorsteher), а в следующем году — директором (älterer Vorsteher) гильдии художников Франкфурта-на-Майне. В 1767 году он получил разрешение на основание художественной академии.
Его первым покровителем был барон Генрих Якоб фон Геккель, который приобрел сорок картин для своей коллекции. Шютц также работал для Вильгельма VIII Гессен-Кассельского, выполнив пятнадцать картин-десюдепортов для курфюрста Майнца, архиепископа Иоганна Фридриха Карла фон Оштейна. Он также написал восемьдесят деcюдепортов для принца Вольфганга Эрнста фон Изенбург-Бирштейн и для Франсуа де Торанка. Как свободный художник он посвятил себя пейзажам, городским и сельским видам, особенно в области Рейна и Майна, но также писал античные руины, цветочные натюрморты и картины на религиозные сюжеты.
Oн написал значительное количество картин, которые пришлись по вкусу коллекционерам произведений искусства того времени.

## Галерея

Тунское озеро (Фантастический пейзаж). 1778. Офорт
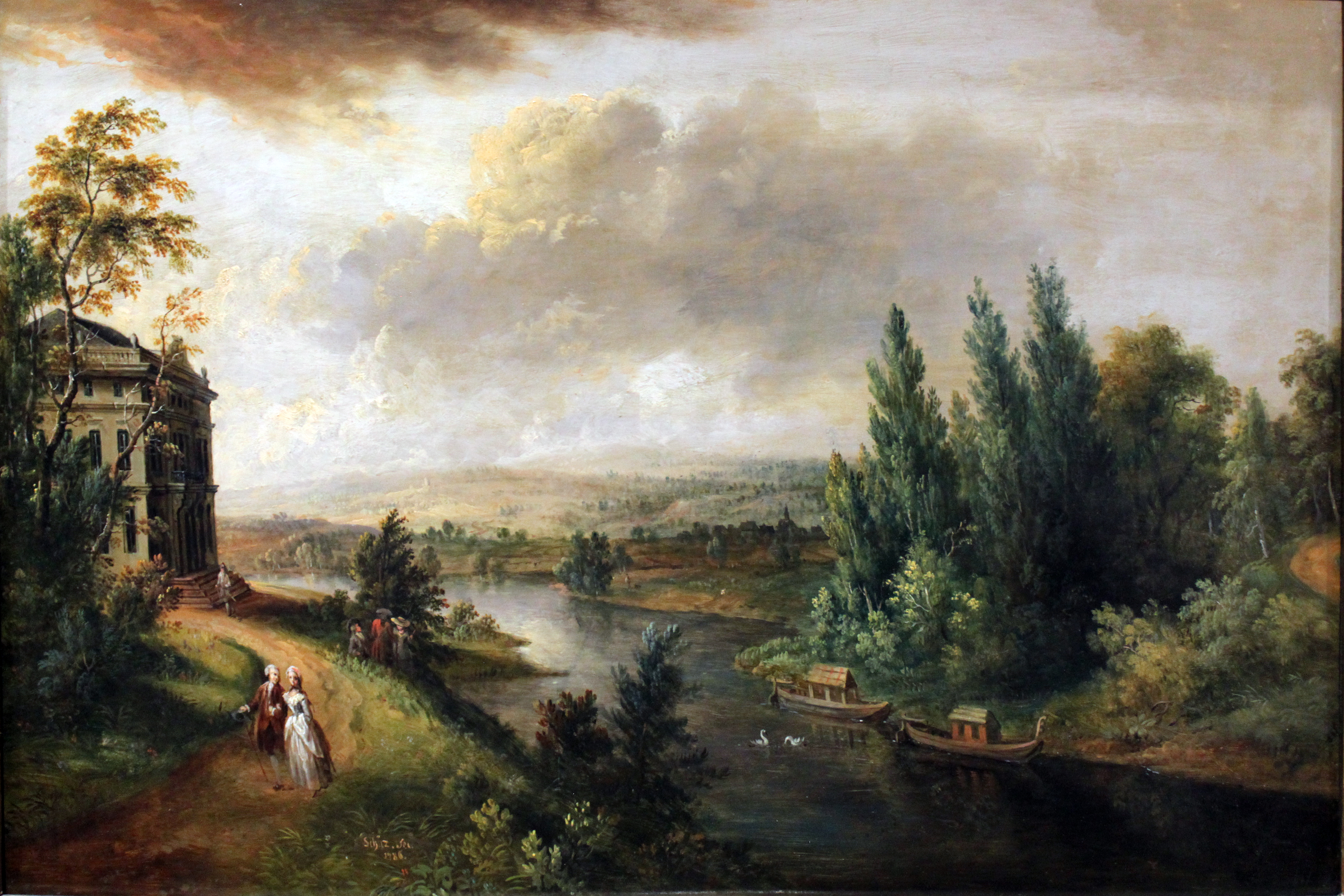
Замок Шёнбуш недалеко от Ашаффенбурга. 1786. Холст, масло. Штеделевский художественный институт. Франкфурт-на-Майне
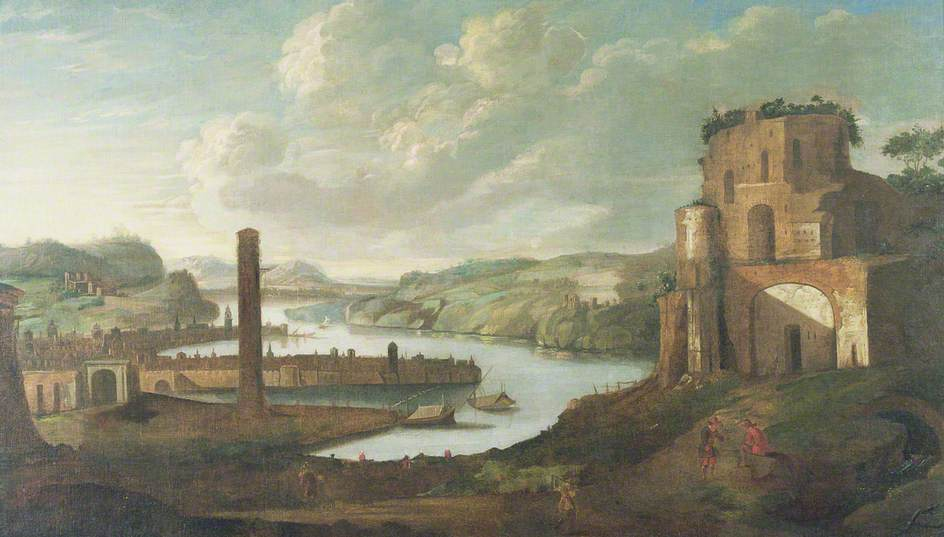
Сцена в порту. Холст, масло. Новый колледж, Оксфорд, Англия
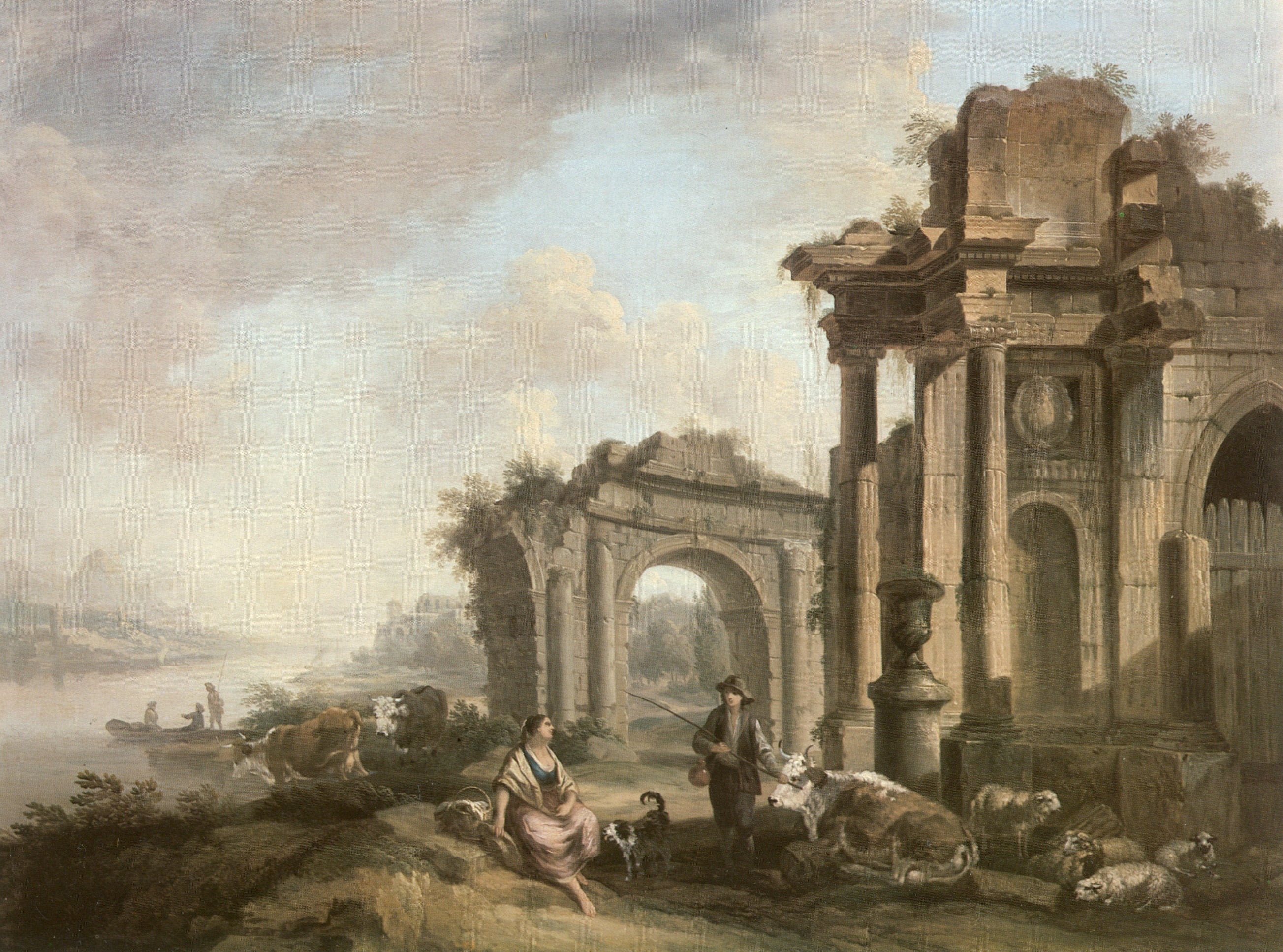
Отдыхающая пара пастухов. Ок. 1755. Холст, масло. Галерея Грюнвальд, Мюнхен
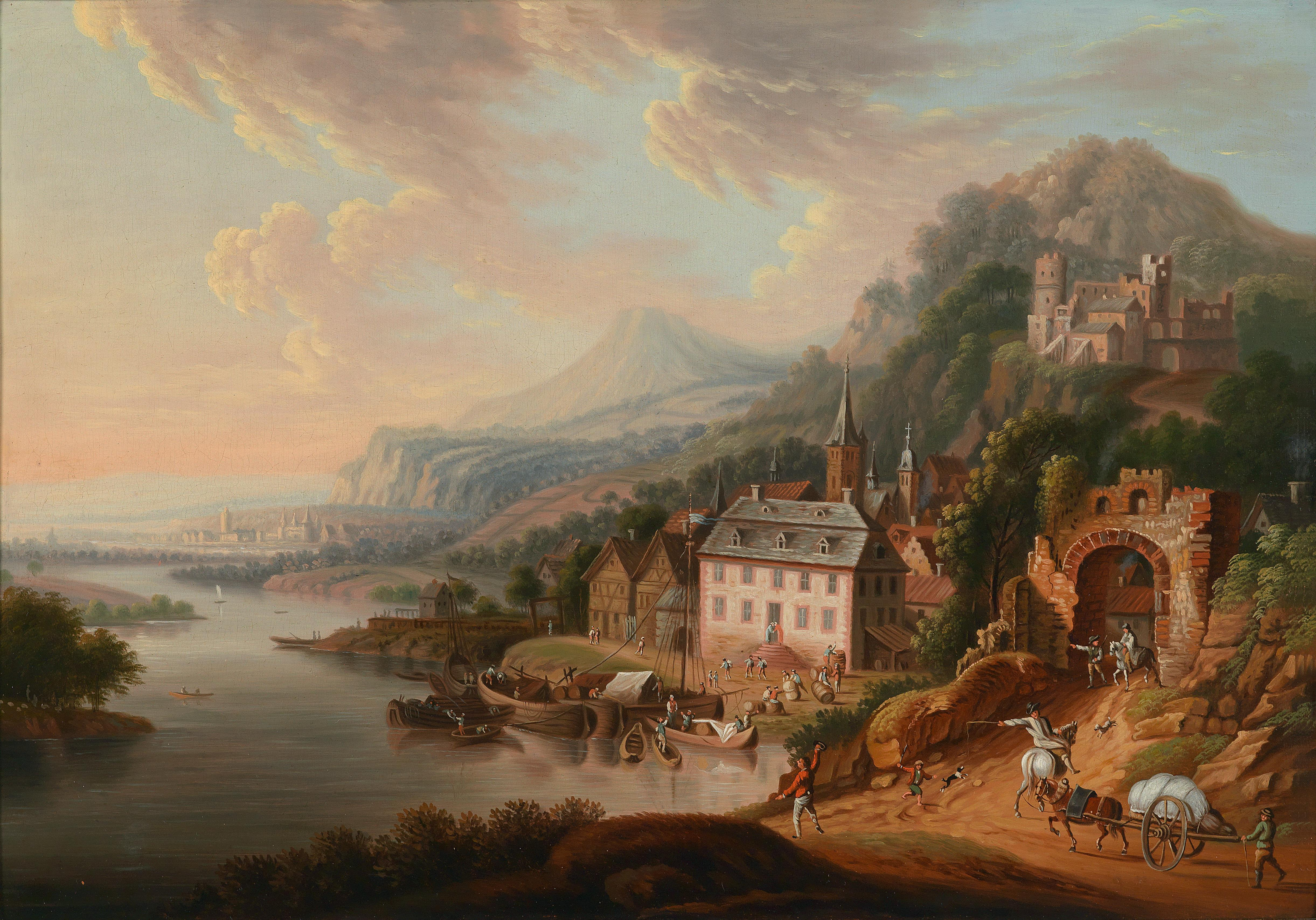
Рейнский пейзаж. Бумага на дереве, масло. Частное собрание
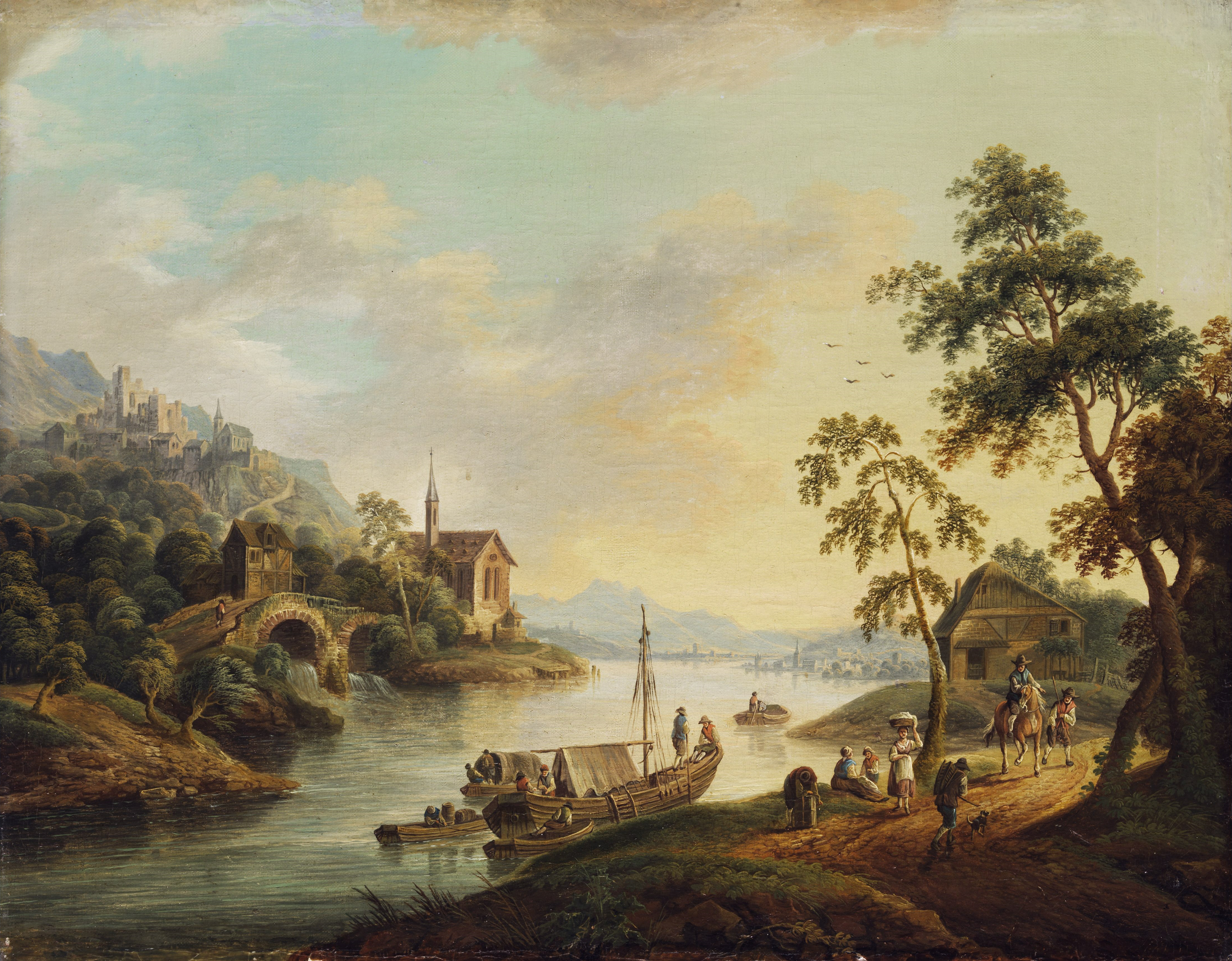
Рейнский пейзаж. Холст, масло. Частное собрание